# عبد الله رديف
عبد الله هادي رديف (مواليد 20 يناير 2003) هو مهاجم كرة قدم سعودي يلعب في نادي الهلال. أحد خريجي شباب الهلال نجح في إحراز 16 هدفًا خلال موسم 2019-20 في الدوري السعودي تحت 17 عامًا، ثم تُوج هدافًا لدوري الشباب تحت 19 عامًا لموسم 2020-21. وقع لاعب فريق شباب بنادي الهلال، أول عقد احترافي عندما أتم رئيس مجلس إدارة نادي الهلال الأستاذ فهد بن نافل يوم 27 يناير 2021 إجراءات توقيع عقد لمدة 3 سنوات، بعد مرور سنة وبالتحديد في تاريخ 30 يناير 2022 أعلن نادي الهلال عبر حسابه الرسمي على موقع التواصل الاجتماعي تويتر، تمديد عقد المهاجم الشاب عبد الله رديف وذلك لمدة عاماً ونصف، حيث يبلغ من العمر 19 عاماً.
توج عبد الله رديف مع المنتخب السعودي للشباب تحت 20 عاماً في 06 يوليو 2021 بطولة كأس العرب التي أقيمت على ملعب الدفاع الجوي في مصر بعد فوزه على المنتخب الجزائري في المباراة النهائية، تألقه في بطولة كأس العرب للشباب والفوز بلقب هداف الأخضر برصيد 4 أهداف. يحسب للمدير الفني البرتغال ليوناردو جارديم باستدعاء عبد الله رديف للمشاركة في معسكر الإعدادي الخارجي في النمسا عام 2021، أعطى فرص عبد الله رديف التواجد مع الفريق الأول نادي الهلال السعودي موسم 2021–22.

## مسيرة اللاعب
مثل نادي الهلال في الفئات السنية وتم ضمه للفريق الأول مطلع عام 2021. و أعير إلى نادي التعاون في صيف 2022.

## احصائيات

### النادي
آخر تحديث 14 أغسطس 2021.
| النادي  | الموسم  | دوري المحترفين السعودي | دوري المحترفين السعودي | دوري المحترفين السعودي | كأس الملك | كأس الملك | السوبر السعودي | السوبر السعودي | دوري أبطال آسيا | دوري أبطال آسيا | كأس العالم للأندية | كأس العالم للأندية | المجموع | المجموع |
| النادي  | الموسم  | قسم                    | الظهور                 | الأهداف                | الظهور    | الأهداف   | الظهور         | الأهداف        | الظهور          | الأهداف         | الظهور             | الأهداف            | الظهور  | الأهداف |
| ------- | ------- | ---------------------- | ---------------------- | ---------------------- | --------- | --------- | -------------- | -------------- | --------------- | --------------- | ------------------ | ------------------ | ------- | ------- |
| الهلال  | 2021–22 | دوري المحترفين السعودي | 2                      | 0                      | 0         | 0         | 0              | 0              | 1               | 0               | 0                  | 0                  | 3       | 0       |
| التعاون | 2022–23 | دوري المحترفين السعودي | 15                     | 2                      | 1         | 0         | 0              | 0              | 0               | 0               | 0                  | 0                  | 16      | 2       |
| المجموع | المجموع | المجموع                | 17                     | 2                      | 1         | 0         | 0              | 0              | 1               | 0               | 0                  | 0                  | 19      | 2       |

## انجازات

### الهلال تحت 19 عامًا
- الدوري السعودي الممتاز لدرجة الشباب تحت 19 عامًا 2021–22.[8][9][10]

### الفريق الأول لكرة القدم
- دوري أبطال آسيا: 2021
- كأس السوبر السعودي 2021
- دوري المحترفين السعودي 2021–22

### مع المنتخب
منتخب السعودية تحت 20 سنة لكرة القدم
- كأس العرب للمنتخبات تحت 20 سنة 2021
- كأس العرب للمنتخبات تحت 20 سنة 2022